# A Veiga (Astúries)
A Veiga (en castellà, Vegadeo i oficialment A Veiga/Vegadeo) és un conceyu de la Comunitat Autònoma del Principat d'Astúries. Limita al nord i a l'est amb Castropol, al sud amb Vilanova d'Ozcos, Taramundi i San Tiso d'Abres, i a l'oest amb el riu Eo, que el separa de Galícia, novament amb San Tirso.
És un dels municipis d'Astúries en els quals es parla gallec.

## Etimologia
El seu nom original, tant del concejo com de la capital, era Veiga de Rivadeo (abreujat comunament a A Veiga), que fou oficialment transformat en Vegadeo al començament del segle xx. Com la resta de l'antic concejo de Castropol, Vegadeo va pertànyer a l'arcedianat de Ribadeo.

## Context geogràfic
Vegadeo abasta una extensió de 82 km2, repartits entre la Ria de l'Eo i el domini muntanyenc de l'àrea meridional del municipi. El seu límit occidental és el concejo lucenc de Trabada, mentre que al nord i a naixent, limita amb Castropol; pel sud són Vilanova d'Ozcos i Taramundi els seus veïns, ocupant Santirso de Abres una petita línia de les seves límits suroccidentals. És Vegadeo el primer concejo que s'aboca a la Ria de l'Eo.
Dos sectors ben diferenciats són els quals trobem en el relleu i en el paisatge del municipi, on dominen materials com la pissarra i la quarsita. El primer és el que s'estén per la franja nord del concejo, on dominen les semiplanures al·luvials i on les altituds van ascendint des de la costa fins a arribar a límits de 300 metres. El sector sud suposa un allunyament de les planes litorals fins a arribar a la serra de La Bobia; en tot l'àrea l'ascens i els pendents van fent-se més freqüents i en un tros de 15 km passem dels 300 metres d'altitud als 681 que es registren a Penatormil, en l'extrem meridional.
Com a norma general, el relleu és suau i de formes arrodonides, gràcies a l'erosió del vent i l'aigua sobre materials tous com la pissarra, excavant valls àmplies que faciliten les labors agrícoles. Les majors altituds de Vegadeo es troben al sud, com és el cas del Pozo da Neve (1.130), ja en la serra de la Bobia, o el Chao das Grallas (1.090), sense eludir l'esment al Pic Ouroso (1.015). El contrapunt el posa la franja nord del concejo amb una altitud pràcticament nul·la sobre el nivell del mar en les ribes dels trams finals dels rius Suarón i Eo.
La proximitat del mar fa que aquest municipi disposi d'una important xarxa hidrogràfica. Així, aquest riu, el Suarón, rep, després de néixer en el Port de La Garganta (877 m), les aportacions de rierols com A Mina, Brañais, Añides, Lormes i Montouto. Aquest emblemàtic riu travessa el concejo de sud a nord, servint al nord-est de límit natural amb Castropol. El Monjardín segueix una llera S-N i es converteix en protagonista al seu pas pel centre urbà, registrant ja la influència de les marees.
La conseqüència d'aquest relleu és un clima suau, oceànic, al qual contribueix la proximitat del mar que aporta efectes benignes que es tradueixen en l'escàs rigor tèrmic al llarg de l'any, pluges durant l'hivern i agradables temperatures durant l'estiu que en poques ocasions depassen els 25°. La Serra de la Bobia actua a manera de paret, protegint al concejo dels vents del Sud.

## La capital del concejo
La vila de Vegadeo, capital del concejo, no va arribar importància econòmica i demogràfica fins a finals del segle xviii o començaments del XIX, sent fins llavors, amb el ja esmentat nom de Vega de Ribadeo, un mer lloc de la parròquia de Piantón. La vila se situa a la vora del riu Suarón i immediata a la desembocadura d'aquest en la Ria de l'Eo. De fet gran part del desenvolupament urbà de Vegadeo s'ha realitzat sobre terrenys guanyats al maresme maritimofluvial, la qual cosa ha tingut, i inevitablement seguirà tenint, per consegüent freqüents inundacions quan coincideixen el desguàs de pluges torrencials en les conques dels rius Suarón i Eo amb les plenamars oceàniques. Algunes d'aquestes inundacions han estat especialment catastròfiques, com l'ocorreguda el setembre de 1969. Aquesta localització va motivar que la ria hagi constituït una via per la qual van navegar llanxes de cabotatge i petits vaixells que van transportar productes de la indústria vegadense al llarg de diversos segles, fins ben entrat el XX; per a això van existir, i encara existeixen, si bé pràcticament sense activitat, diversos molls en la vila o en els seus voltants. La festa local se celebra el dia 15 d'agost.
Cal destacar també la fira de mostres que es realitza al juny, la segona més important d'Astúries després de la de Gijón, i la importància dels mercats setmanals dels dissabtes, que atreuen des de fa gairebé dos segles una gran concurrència de la zona astur-galaica.

## Parròquies

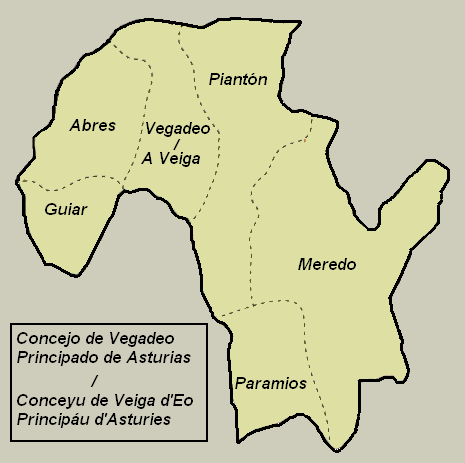
Mapa parroquial de Vegadeo.

- Abres
- Guiar
- Meredo
- Paramios
- Piantón
- Vegadeo

## Evolució demogràfica
Des que en la segona meitat del segle xix, el concejo arribés a la seva cota màxima de població amb 7.487 persones, diverses són les etapes que ha seguit l'evolució aquí. Una primera abastaria el que succeeix des d'aquesta data fins a la primera dècada del XX, en la qual la xifra descendeix fins a 6.685 degut sobretot als moviments migratoris cap a terres ultramarines, situació que va marcar una època en la regió. Una altra etapa aniria des de 1910 fins a 1930, on gràcies a la florida d'incipients indústries en la vila cabdal, la població augmenta en prop de mil habitants, xifra que es perdria gairebé completament en la dècada posterior a causa de la guerra civil. Una altra de les etapes és la qual va des que acaba la contesa fins a la dècada dels seixanta, en la qual es veu una estabilització de la població entorn de 6.000 habitants, per a arribar ja a l'última etapa en la qual es produeix un lent però contínua reculada que abasta fins als nostres dies, presentant en l'actualitat una xifra de 4.704 persones.
Encara amb aquest descens, les estructures demogràfiques del concejo no es troben molt desequilibrades, mostrant-nos un índex d'envelliment de 121 i una relació de sexes de 92 homes per cada 100 dones. No obstant això hem de dir, de la mateixa manera, que aquest equilibri ve produït en una gran proporció per la influència que exerceix la capital sobre tot el municipi. Actualment el concejo està dividit en sis parròquies, concentrant-se més de la meitat de la població en la capital i els seus voltants, sent lloc de destinació de moltes persones naturals d'altres localitats de Vegadeo.
Quant a l'activitat econòmica del concejo, direm que es troba bastant repartit el nombre d'ocupacions entre els tres sectors, sent el terciari el qual major nombre genera. El sector primari representa a un 35,71% de la població activa, sent la ramaderia l'activitat que major quantitat de gent empra. La majoria de les explotacions treballa amb el bestiar boví, amb una orientació productiva clarament dirigida al sector lacti. El sector secundari i el de la construcció, representen a un 16,06% de les persones ocupades, pertanyent a la branca de la construcció el nombre més gran de les ocupacions, seguint la mateixa tònica que en la resta del Principat. També tenen una representació important les indústries fusteres i les transformadores dels metalls, encara que aquestes mostrin una clara reculada avui dia. Finalment el sector terciari és el qual major nombre d'ocupacions genera, amb un total del 48,23%, xifra que es preveu que segueixi creixent en els pròxims anys. El comerç i l'hostaleria representen la proporció més gran dintre de les diferents branques i activitat. Aquesta activitat es dona pràcticament tota en la vila capital, que s'enduu el 90% del total.

## Pobles de Vegadeo
A Penela, Abres, As Poleiras, Barranca de Paramios, Beldedo, Besedo, Castromourán, Cereigido, Chao de Porzún, Coba, Cobre, Coruja, Espina, Estelo, Ferreirameón, Folgueiral, Folgueiras, Fuente de Louteiro, Grandamiá, Graña de Guiar, Guiar, La Caxigosa, Las Cruces, Louteiro, Meredo, Miou, Molejón, Monticelo, Montouto, Nafarea, Paramios, Paraxe, Penzol, Piantón, Porzún, Refojos, Restrepo, Sela de Murias, Seladaloura, Travizas, Tremeado, Vega de Villar, Vijande, Viladaelle, Villameitide, Vinjoy, Xaraz.

## Història
El territori de Vegadeo ja va estar poblat des de temps prehistòrics, com ho demostra el dolmen i els dos túmuls trobats a la Bobia. Diversos pobles es van establir per la zona, com els egobarros, els pésics, els cibarcs i els albions, poble al qual pertany l'estela funerària dedicada al príncep i trobada el 1932, conservada actualment al museu arqueològic provincial.
De la cultura castrenya tenim constància de l'existència en el concejo d'almenys vuit castros a Penzol, Meredo, Molexón, Montouto, Castromourán, Viladeaelle i dos més en Obres no excavats, pertanyent la construcció d'aquests assentaments a temps prerrománicos. L'època colonitzadora romana també deixa la seva influència en el municipi com ho acrediten diverses prospeccions auríferes i la troballa de diverses diademes d'or. Durant aquesta etapa pertanyia tot el territori al convent jurídic de Lugo, les possessions del qual arribaven fins a la ria de Navia.
En l'època de la reconquesta, Vegadeo s'enquadra dintre dels límits de la regió asturiana com concejo de realengo, realitzant-se en aquest període diverses donacions a l'església ovetenca efectuades per la Corona asturiana i per gent particular, sent una de les més destacades la qual donaba el monestir de San Esteban de Piantón, que era en aquells moments el lloc més poblat i el centre de la comarca. El 1154, durant la celebració de les corts a Salamanca, el rei Alfons VII de Castella cedeix al bisbat de Lugo terres gallegues sobre les quals tenia jurisdicció Oviedo, el que origina conflictes entre els prelats, acabant-se aquest enfrontament amb la concessió a la mitra Ovetense dels terrenys compresos entre el riu Eo i la ria de Navia, al qual se li va donar el nom de "Honor del Suarón". Es funda llavors el 1280 la pobla de Reboledo, encara que aquesta no acata mai de molt bon grau les ordres eclesiàstiques, el que origina que en 1298 el bisbe Fernando Alonso crea la Puubla i el gran concejo de Castropol com a capital de la terra de Ribadeo, concedint als seus habitants un fur semblant al de Benavente.
Pertany d'aquesta manera el concejo de Vegadeo i en conseqüència tot el de Castropol, a la mitra Ovetenca fins a temps de Felip II, en la qual es produeix la famosa desamortització, mitjançant la qual es van alienar béns eclesiàstics a favor de la corona, amb la finalitat de pagar les despeses originades en conteses exteriors, situació aquesta que va provocar el consegüent empipament dels Bisbes, que no assoleixen parar de cap manera aquesta situació, executant-se aquí la venda l'any 1579. A partir d'aquest moment tot el gran concejo de Castropol viu un període de gran prosperitat i bonança, sent el segle xviii, el màxim exponent d'aquesta situació, on gràcies al bon emplaçament del port, s'estimula la indústria i el comerç.
El segle xix seria un dels més importants dins de la vida de Vegadeo per diversos esdeveniments. El primer d'ells seria la guerra de la Independència contra França, organitzant-se diverses partides per a lluitar contra la invasió, convertint-se la Vega del Ribadeo en una improvisada fàbrica d'armes on es reunien persones que treballaven en les fàbriques d'Oviedo, Trubia i fins i tot Toledo. L'altre esdeveniment del segle, i potser un dels més importants de la història, seria la constitució en ajuntament propi de tota la comarca de la Vega de Ribadeo, independitzant-se de Castropol, l'any 1836, establint-se la capital a Plantón fins a l'any 1851 que aquesta és traslladada cap a la localitat de Vegadeo, actual emplaçament. Els últims temps ens deixen un despoblament progressiu del municipi, encara que vam esperar que gràcies a les característiques geogràfiques, demogràfiques i socials del concejo la situació canviï pròximament de rumb.